# Bornberg (Pfalz)
Der Bornberg ist ein 520 m hoher Berg im Landkreis Kusel. Er gehört zum Nordpfälzer Bergland. Zum Bornberg gehören die beiden Gipfel „Kiefernkopf“ und „Trautmannsberg“.
Im Nordwesten schließt sich der Herrmannsberg an. Im Osten fließt der Talbach, im Südosten der Jettenbach und im Westen der Reichenbach. Umliegende Orte sind Oberweiler im Tal, Eßweiler, Jettenbach und Bosenbach. Auf dem Bornberg liegt der Schneeweiderhof, ein Ortsteil von Eßweiler.

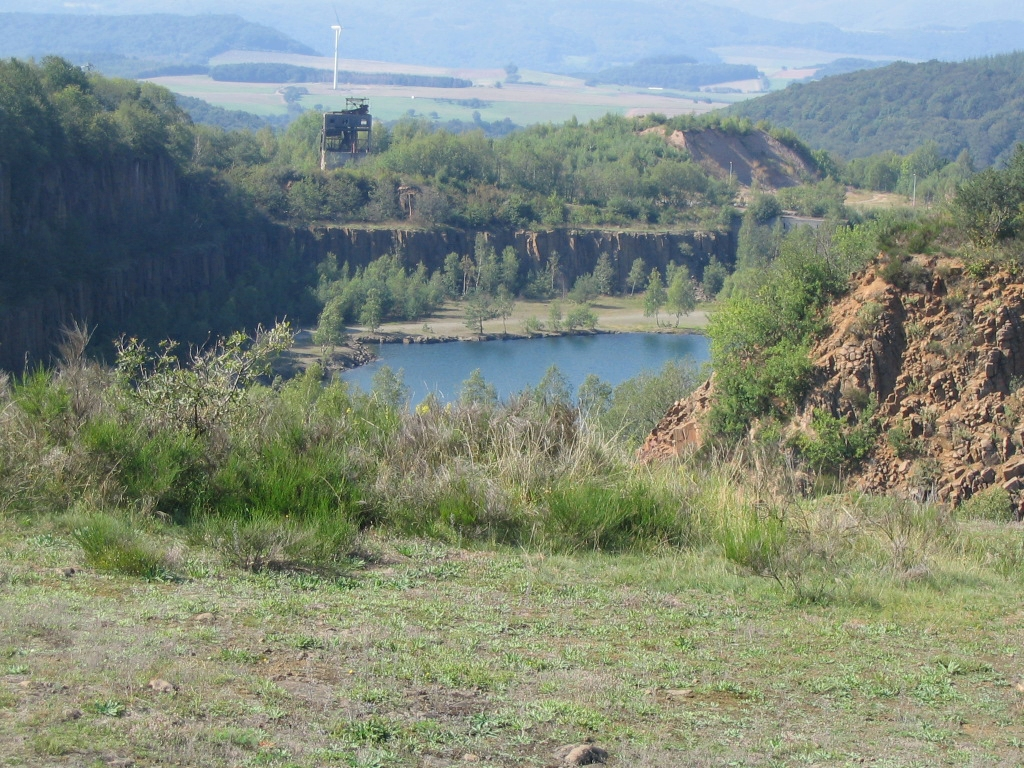
Ehemaliger Steinbruch auf dem Bornberg

Ab 1840 wurden auf dem Bornberg mehrere Steinbrüche angelegt. Sie waren ab 1914 im Besitz der Basalt AG, Linz am Rhein und bis 1970 in Betrieb. Eng mit den Steinbrüchen verbunden ist der Schneeweiderhof, ein Ortsteil von Eßweiler, wo viele der Steinbrucharbeiter wohnten. 1924 wurde auf dem Schneeweiderhof eine heute noch bestehende Arbeitersiedlung, die „Kolonie“ erbaut. Zwischen 1952 und 1965 gab es dort eine eigene Schule.
Seit 1988 befindet sich auf dem Steinbruchgelände die Kreismülldeponie des Landkreises Kusel. Dort befindet sich auch seit 2005 die Wetterstation „Eßweiler“ der  Meteomedia AG. Im November 2008 wurde neben der Kreismülldeponie auf dem Gelände der ehemaligen Grünschnittsammelstelle auf einer Fläche von vier Hektar ein Solarpark mit einer Leistung von 1,5 MW in Betrieb genommen. Betreiber ist die „Neue Energie Pfälzer Bergland Gmbh“, ein Gemeinschaftsunternehmen der Pfalzwerke AG und des Landkreises Kusel.
Auf dem Bornberg steht auch der 151 m hohe Fernmeldeturm Bornberg der Deutschen Telekom, über den u. a. mehrere Radioprogramme (UKW und DAB) ausgestrahlt werden. Über den Bornberg führt eine 1972 gebaute und 2003 erweiterte Erdgaspipeline, die von den Niederlanden nach Italien führt.
Im Vorfeld der Erweiterung der Erdgaspipeline wurde 2002 bei einer Rettungsgrabung am Südhang des Bornberges zwischen Eßweiler, Jettenbach und Bosenbach ein römischer Gutshof sowie keltische Siedlungsspuren freigelegt.